# Mammillaria albilanata
Espèce
Statut de conservation UICN

 LC B1ab(iii,v)+2ab(iii,v) : Préoccupation mineure
Mammillaria albilanata, aussi appelé Biznaguita en espagnol, est une espèce de cactus du genre Mammillaria endémique du Sud-Ouest du Mexique, plus particulièrement dans les États de Chiapas, Colima, Guerrero, Oaxaca et Puebla.

## Description
La plante est constituée d'un tronc central, couvert d'épines blanches placées en étoile autour de nœuds doublées de poils. Ces poils servent principalement à réguler la consommation et la retenue de l'eau dans la plante, une meilleure régulation de la température et une barrière pour certains insectes.
La floraison (en Europe et plus généralement au niveau du tropique du Cancer) se fait de mars à juillet. Les fleurs d'albilanata se présentent la plupart du temps en couronne, sur la partie supérieure de la plante, exposée à la lumière du soleil et aux insectes et oiseaux pollinisateurs. Elles sont de différentes nuances rouge carmin.
Cette espèce contient deux sous-espèces: Mammillaria albilanata oaxacana et M. albilanata reppenhagenii,.

## Étymologie
Le terme provient de deux mots latins: 
Mammillaria: en forme de mamelle, proéminence.
et 
albilanata (lui-même formé de deux mots: albi et lana): couvert de laine blanche.

## Habitat
M.albilanata croît naturellement entre 500 et 2 200 m d'altitude.

## Galerie de photographies

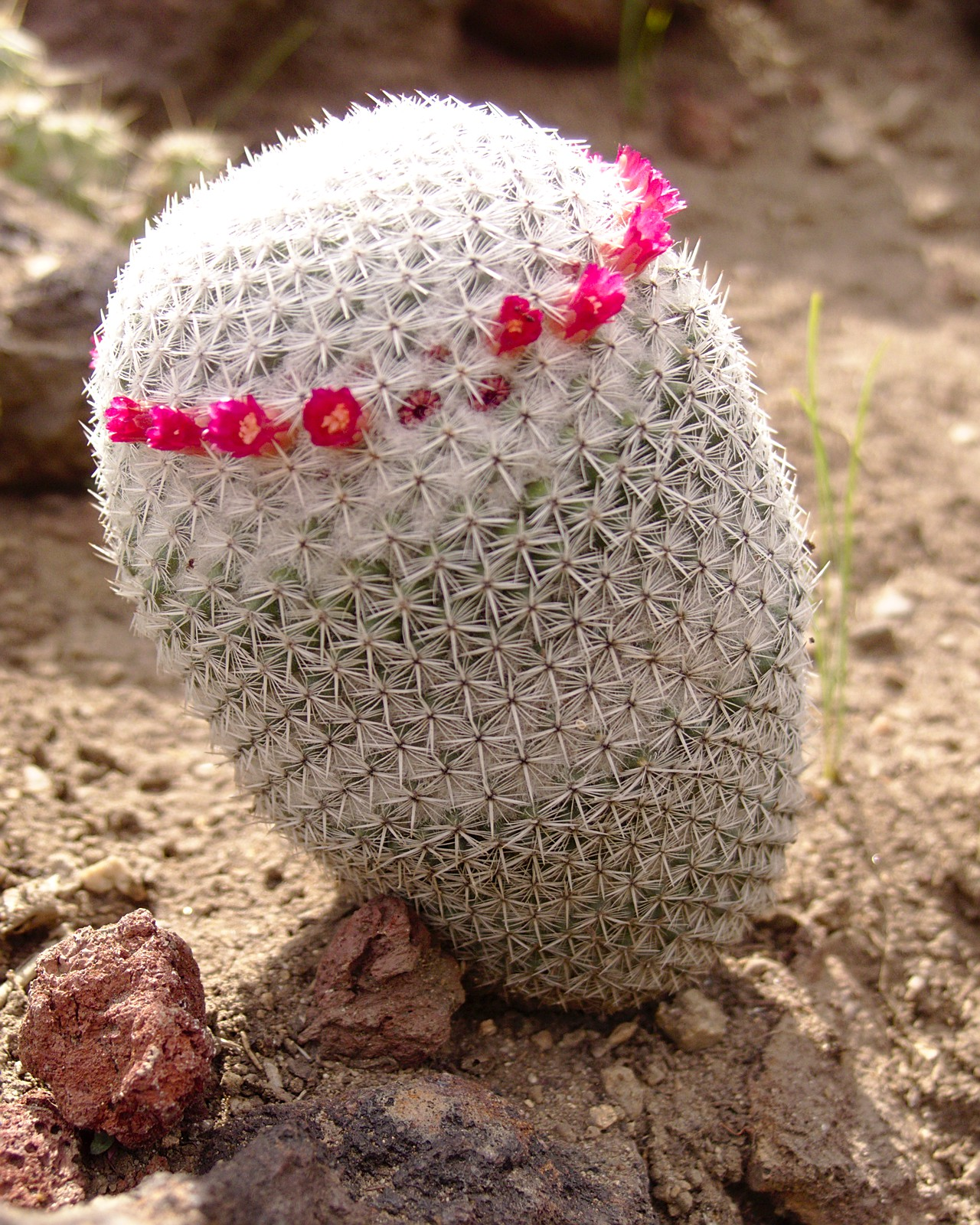
M.albilanata en fleurs, Jardin botanique de la Bibliothèque Huntington, Californie.
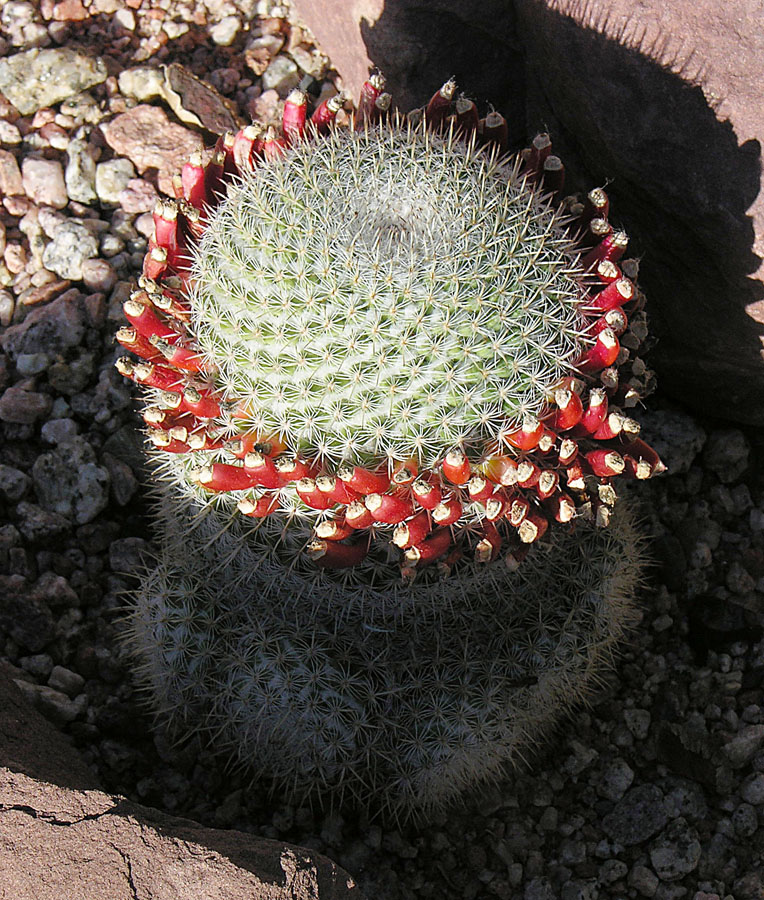
Spécimen de la sous-espèce Mammillaria albilanata oaxacana.
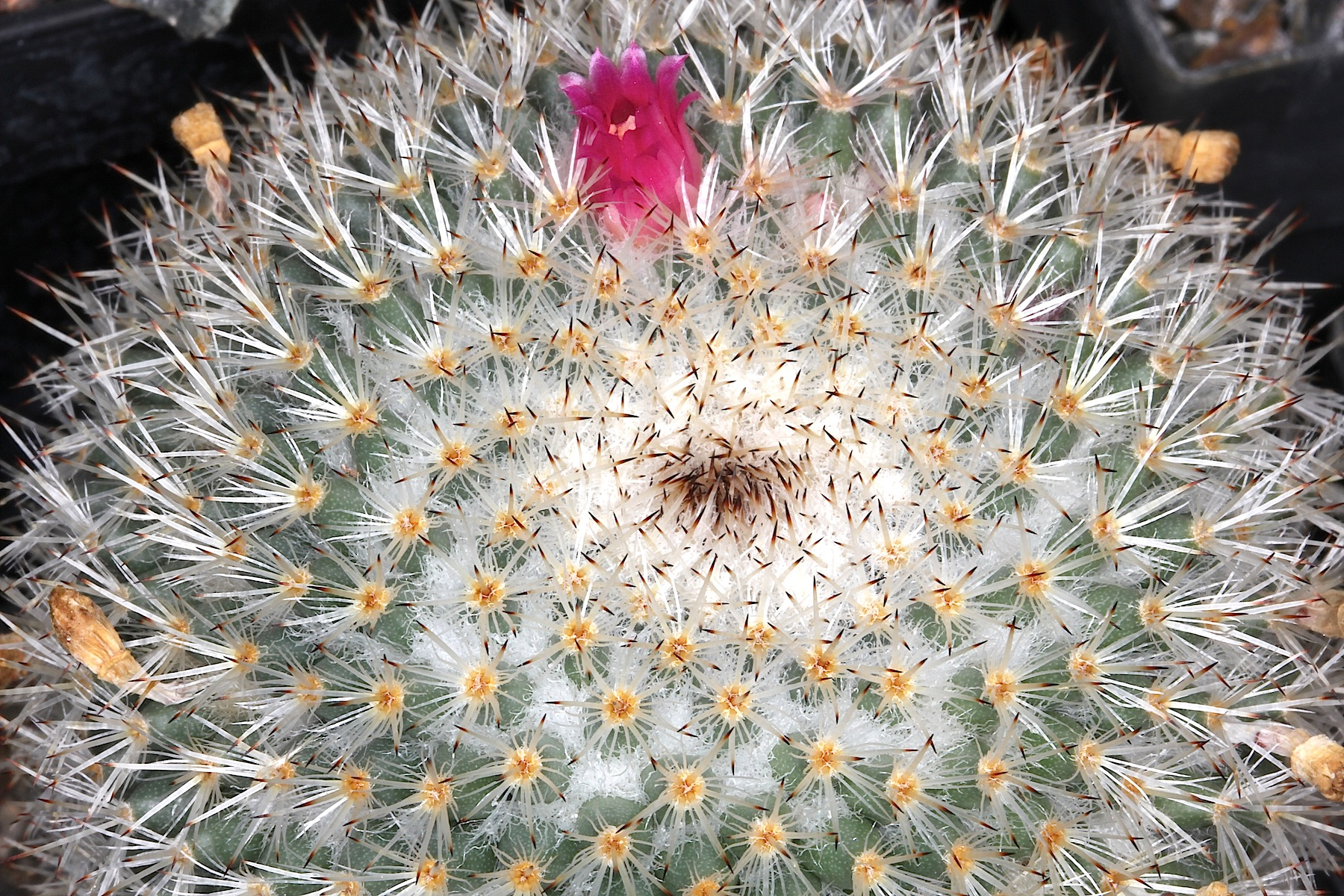
Gros plan sur un spécimen Mammillaria albilanata oaxacana.

## Synonymes
- Mammillaria ignota
- Mammillaria fuaxiana
- Mammillaria tegelbergiana
- Mammillaria reppenhagenii
- Mammillaria lanigera
- Mammillaria noureddineana
- Mammillaria igualensis
- Mammillaria monticola
- Mammillaria lanigera var juxtlahuacensis